# Церковь Всех Святых (Выборг)
Церковь Всех Святых — не сохранившийся православный храм в городе Выборге. Построен в 1936 году, разрушен в 1940 году.

## История
В 1860-х годах проводился капитальный ремонт Спасо-Преображенского собора. На период реконструкции храма неподалёку от него прихожане в 1863 году построили за свой счёт небольшую деревянную церковь во имя Богородицы Всех Скорбящих Радости. Во время своей поездки в Гельсингфорс выборгскую церковь посетил император Александр II. В связи с перепланировкой города было закрыто кладбище при Ильинской церкви, и в 1868 году Скорбященскую церковь перенесли на новооткрытую православную часть кладбища Ристимяки, но уже с новым посвящением — во имя Всех святых. На освободившемся участке построено здание Шведской женской гимназии. В деревянной церкви не было печного отопления, поэтому богослужения в ней совершались, в основном, в тёплое время года.
В 1915 году по проекту архитектора Вяйнё Кейнянена было построено новое церковное здание взамен обветшавшего. Но уже в декабре 1917 года в ходе беспорядков, связанных с провозглашением независимости Финляндии, церковь была разграблена и сожжена. Прихожанами была отстроена небольшая часовня, просуществовавшая до 1936 года.
Новое здание церкви площадью около 300 кв. метров удалось построить в 1935—1936 годах благодаря пожертвованиям коммерции советника Ф. И. Сергеева, известного выборгского мецената. Кирпичное здание однокупольной церкви в новгородском стиле, покрытое белой штукатуркой, спроектировали архитекторы У. Ульберг и Н. А. Никулин. На колокольне разместили 8 колоколов. Иконостас и церковная утварь были перенесены из закрытой в 1924 году церкви святителя Николая Чудотворца.
Но и каменное церковное здание простояло недолго: в 1940 году в ходе Советско-финляндской войны на расположенной по соседству водонапорной башне засел финский наблюдатель-корректировщик огня, и церковь была уничтожена артиллерийскими орудиями Красной армии. Примечательно, что здание водонапорной башни сохранилось, а от храма остался лишь фундамент.
В 2013 году в ходе благоустройства остатков кладбища на месте церкви был установлен памятный каменный крест.